# Diamonds and Rust
Albums de Joan Baez
Gracias a la Vida
(1974) From Every Stage
(1976)
Diamonds and Rust est un album de Joan Baez sorti début 1975.
La chanson éponyme, qui revient sur sa relation avec Bob Dylan dans les années 1960, a notamment été reprise par le groupe de heavy-metal Judas Priest sur son album Sin After Sin de 1977, puis en 2003 par le groupe de folk rock Blackmore's Night sur son album Ghost Of A Rose.

## Titres
Toutes les chansons sont de Joan Baez, sauf mention contraire.

### Face 1
1. Diamonds and Rust (en) – 4:47
2. Fountain of Sorrow (en) (Browne) – 4:30
3. Never Dreamed You'd Leave In Summer (Wonder, Wright) – 2:45
4. Children and All That Jazz – 3:07
5. Simple Twist of Fate (Dylan) – 4:44

### Face 2
1. Blue Sky (en) (Betts) – 2:46
2. Hello in There (Prine) – 3:05
3. Jesse (Ian) – 4:28
4. Winds of the Old Days – 3:55
5. Dida (en duo avec Joni Mitchell) – 3:25
6. Medley: I Dream of Jeannie (en) / Danny Boy (en) (Foster / Weatherly (en)) – 4:13

## Musiciens
- Joan Baez : chant, guitare
- Max Bennett : basse
- Jim Gordon : batterie
- John Guerin : batterie (10)
- Hampton Hawes : claviers
- Jim Horn : saxophone
- Rick Lotempio : guitare
- Ollie Mitchell : trompette
- Buck Monari : trompette
- David Paich : claviers
- Red Rhodes (en) : guitare steel